# Jean Walter
Jean Walter, pseudoniem van Jean Wauman (Sint-Niklaas, 11 februari 1922 – Kortrijk, 5 juni 2014) was een Vlaams schlagerzanger die populair was in de jaren vijftig. Hij werd bekend met liedjes als Twee Blauwe Kinderogen, Venetië, Met Je Handen, Jezebel en zijn bekendste lied Tulpen uit Amsterdam.

## Jeugd
Hij bracht zijn jeugd door in zijn geboortestad met onderwijs aan Sint-Carolus Bartolomeusschool (kleuterschool) en het Sint-Jozef-Klein-Seminarie,  De Scheppersinstituut in Mechelen en ten slotte het atheneum in Sint-Niklaas (middelbaar onderwijs). In verband met de Tweede Wereldoorlog vluchtte hij naar Frankrijk, maar eenmaal teruggekeerd nam hij les aan de Technische Textielschool. Het was immers de bedoeling dat hij de zaak van zijn vader zou voortzetten. Hij probeerde het eerst onder artiestennamen als Jean Woodman en John Newman, maar het werd uiteindelijk Jean Walter.

## Biografie
Ondertussen was hij wel opgepakt door de Gestapo, op transport naar Duitsland gezet. Het bleek een vloek en een zegen, want daar maakte hij kennis met de muziekwereld (John Witjes en Collegians). Er volgden concertreizen onder meer bij het Amerikaanse leger, maar hij zong ook in nachtclubs (begin jaren vijftig). Onder invloed van Jef Burm, Jef De Vos, Bob Benny en Pol Clark was zijn zangcarrière op gang gekomen  
Zijn eerste hit was Heideroosje (1954). Hij won de prijs van Radio Luxembourg, "Le Coq de la Chanson Française", in Deauville. In Venetië volgde in 1956 de overwinning in De Gouden Gondel, een concours dat als de voorloper van het huidige Eurovisiesongfestival wordt gezien. In 1956 won hij De Prijs van het Nederlandse Lied te Antwerpen met het lied "Twee Blauwe Kinderogen" van Hans Flower, uitgebracht op 78 toerenplaat door Polydor onder nummer 49879, met Venetië op de B-kant. Hij trad overal in Europa op met orkesten van Helmut Zacharias en Kurt Edelhagen.
Beginjaren zestig stokte zijn loopbaan, zijn stem begaf het. Ondanks diverse therapieën wilde die pas veel later terugkomen. In de jaren 1974 en 1975 maakte hij een herstart door met een langspeelplaat en ook televisieoptredens kwamen weer op gang.  Met zijn veertigjarige zangloopbaan kreeg hij van burgemeester Paul De Vidts, die nog met een jonge Waumans in een koor had gezongen) het ereteken van Ridder in de Kroonorde.
In 2001 werd hij opgenomen in de Eregalerij van Radio 2 voor een leven vol muziek. Op 11 februari 2002 werd Jean Walter tachtig en vierde hij zijn zestig jaar carrière in aanwezigheid van tal van vrienden en collega's. Op 19 november 2007 vierde hij in de Stadsschouwburg te Sint-Niklaas zijn 85e verjaardag met een allerlaatste optreden.
Walter stierf in 2014 op 92-jarige leeftijd in een verzorgingstehuis. Hij had in sopraan Katrien Gallez (geboren 1957) jarenlang een levensgezel, zij was zangeres in hetzelfde genre (schlagers en operettes).

### Hitnoteringen
| Single met hitnotering(en) in de Vlaamse Ultratop 50 | Datum van verschijnen | Datum van binnenkomst | Hoogste positie | Aantal weken | Opmerkingen |
| ---------------------------------------------------- | --------------------- | --------------------- | --------------- | ------------ | ----------- |
| Tulpen uit Amsterdam                                 | 1957                  | 01-03-1957            | 13              | 24           |             |
| Met je handen                                        | 1959                  | 01-02-1959            | 14              | 8            |             |
| Aan het Wolgastrand                                  | 1959                  | 01-12-1959            | 17              | 4            |             |